# Convent de la Concepció (Palma)
El convent de la Concepció és una convent de monges agustines establert a la ciutat de Mallorca el segle xvi. Està situat al carrer de la Concepció, i és un edifici d'estil barroc, construït al llarg del segle xvii. És un dels darrers convents que existeixen a la ciutat, per bé que la comunitat original ja no hi resideix i, actualment, se n'encarreguen les Agustines Germanes de l'Empar, que no són monges tancades. És dedicat a la Immaculada Concepció.

## Història
La comunitat de canonesses agustines del convent de la Concepció té el seu origen en les monges del monestir del Puig de Pollença, una comunitat sorgida el segle xiv i que seguia la regla de Sant Agustí. Després de les disposicions del concili de Trento, el 1564 les monges del Puig foren forçades a abandonar el monestir i traslladar-se a la ciutat. Inicialment s'allotjaren a la casa dels antonians, a Sant Antoniet, de manera temporal fins que aconseguiren un terreny per fer-hi el seu convent. No fou, doncs, fins a 1577, que les monges es traslladaren a la seva nova casa: vora la porta del Sitjar, al carrer del Sitjar, que ara s'anomena de la Concepció.
La primera església es començà el 1580, i el 1592 encara no era acabada. No gaire més tard, el 1608 es compraren nous terrenys per ampliar el convent, i finalment es decidí de construir una església més gran. Les obres començaren el 1614, i el campanar s'acabà el 1685. El 1704, les monges continuaren amb l'ampliació dels seus terrenys comprant un gran hort, que comportà l'apropiació d'un segment del carrer de Bonaire (entre els carrers del Metge Matas i de Sant Martí). Posteriorment, amb la urbanització de l'Hort d'en Moranta, l'hort s'expropià i el carrer es reobrí.
El 1837, a causa de la desamortització de Mendizábal, el convent de Santa Margalida, també de monges agustines, fou expropiat, i la comunitat de monges es traslladà a la Concepció. Aquestes monges s'endugueren bona part de les seves pertinences al nou convent, entre les quals dues imatges de devoció popular a les quals s'atribuïen miracles i havien donat lloc al naixement de llegendes: el Sant Crist del Noguer i la Santa Faç. El primer és una imatge d'un santcrist que es deia que es trobà dins el tronc d'un noguer caigut, sense necessitat d'haver-lo de treballar; la segona és una imatge de la Santa Faç la popularitat de la qual generava una gran expectació durant el Diumenge del Ram, que generà el naixement de la Fira del Ram.

## Descripció

### Església
L'església té unes dimensions de vint-i-cinc metres de llarg, dotze d'ample i desset d'alt. A cada costat té cinc capelles. El retaule major és d'estil barroc, i és presidit per una imatge de la Immaculada Concepció, obra de Jaume Blanquer. La façana és de parament llis, i té un portal decorat amb baules decreixents de cadena i amb decoració auricular i vegetal. Sobre l'ingrés hi ha el cor, de planta trapezoïdal i amb coberta troncocònica, introduït per un arc triomfal.

### Convent
Com que no va patir les conseqüències de l'exclaustració de 1836, el convent s'ha mantengut en ús fins als darrers dies, cosa que ha permès que la major part d'elements del convent original es preservassin. El claustre, modest, està format per galeries amb arcs rebaixats.

## Galeria

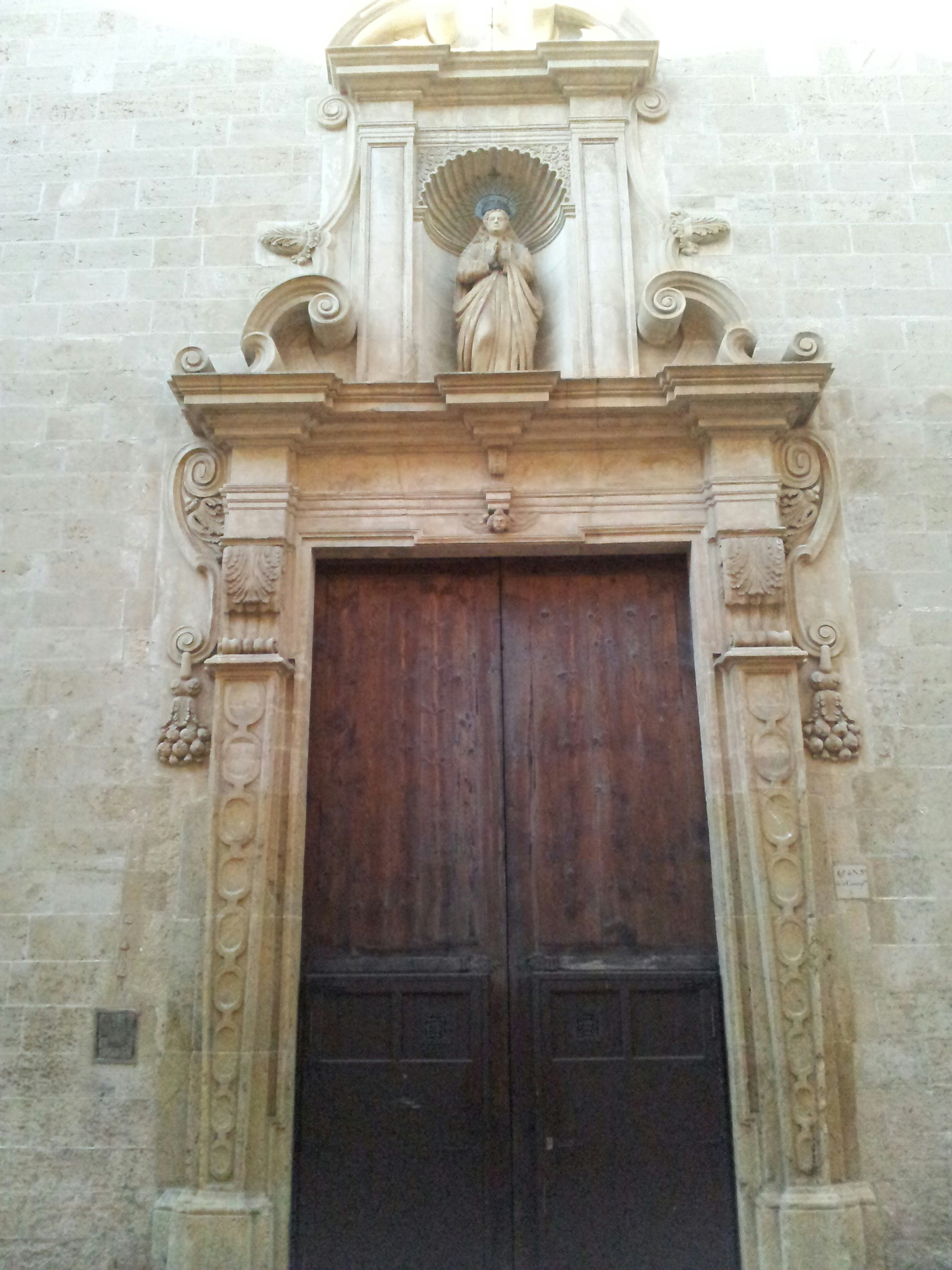
Portal d'entrada
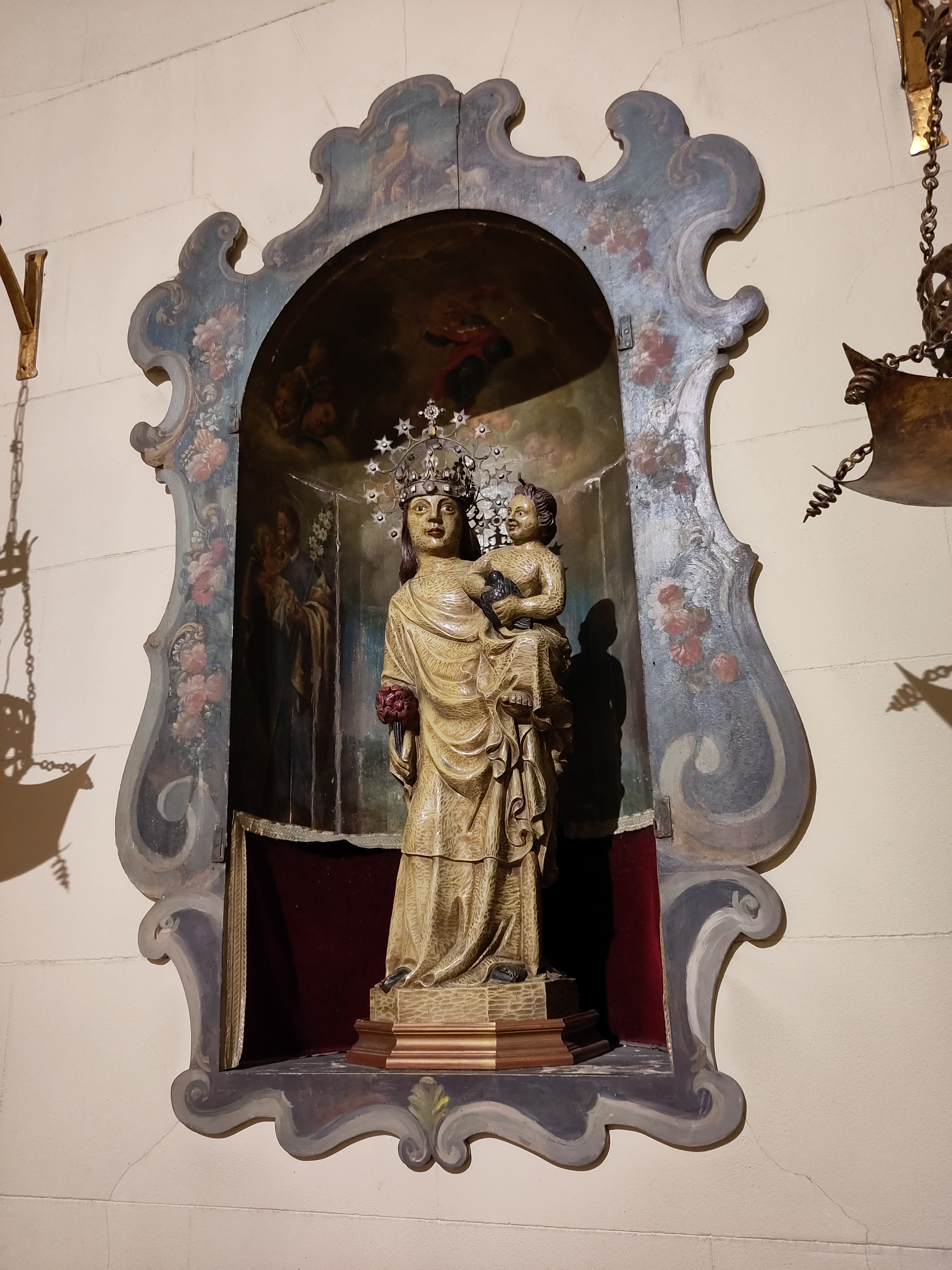
Rèplica de la Mare de Déu del Puig, reminiscència de l'origen pollencí de les monges
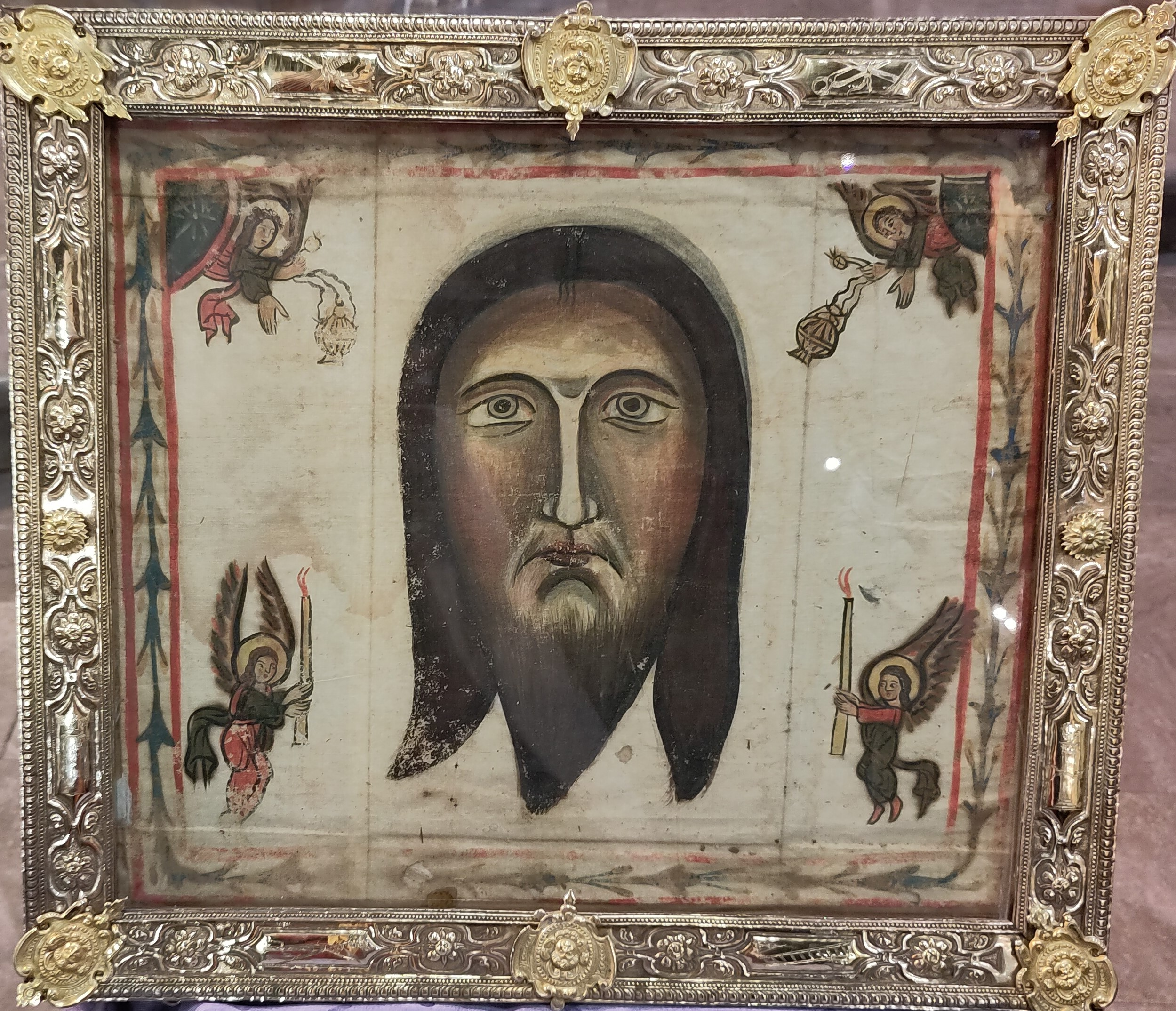
La Santa Faç
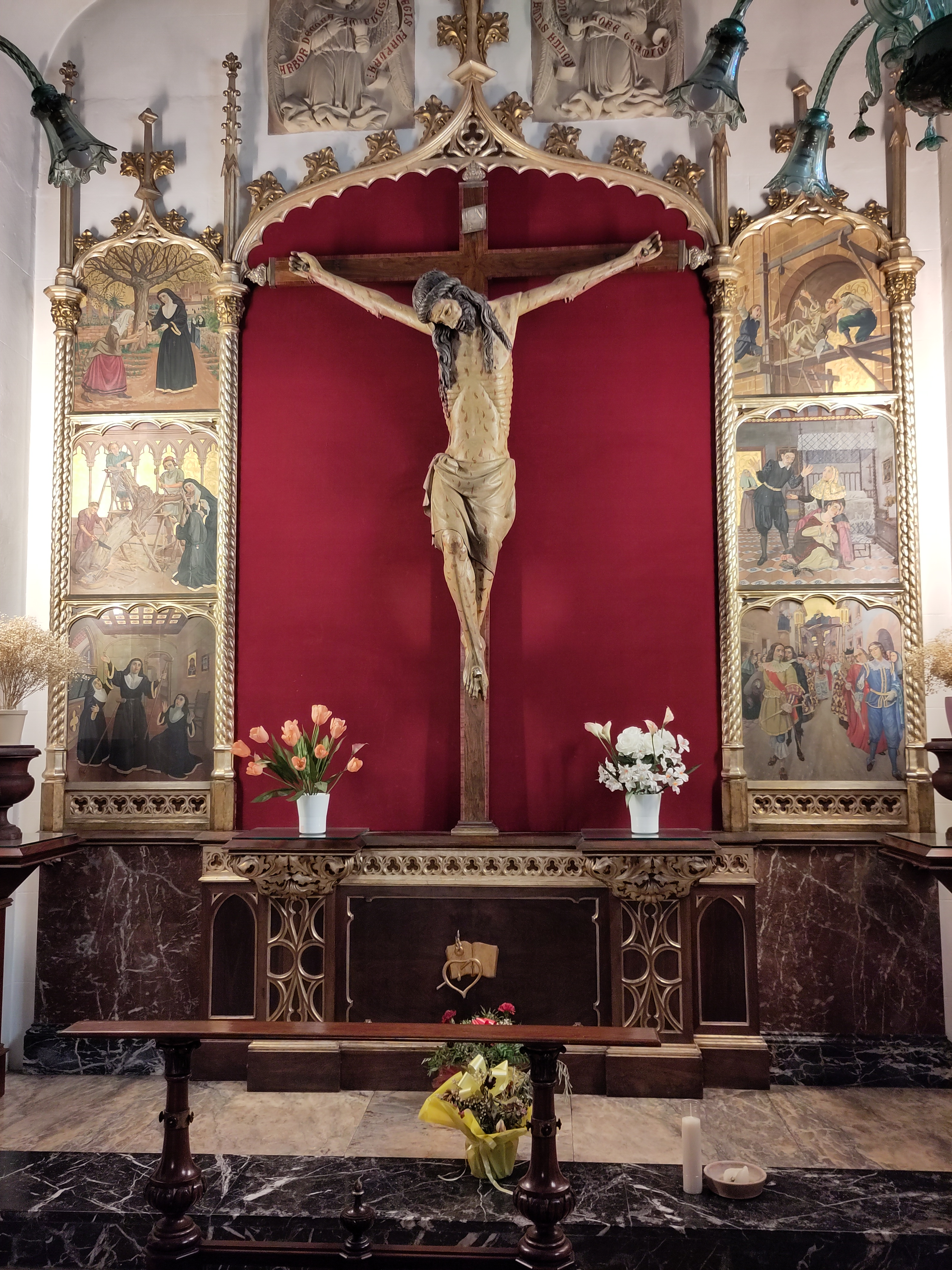
El Sant Crist del Noguer
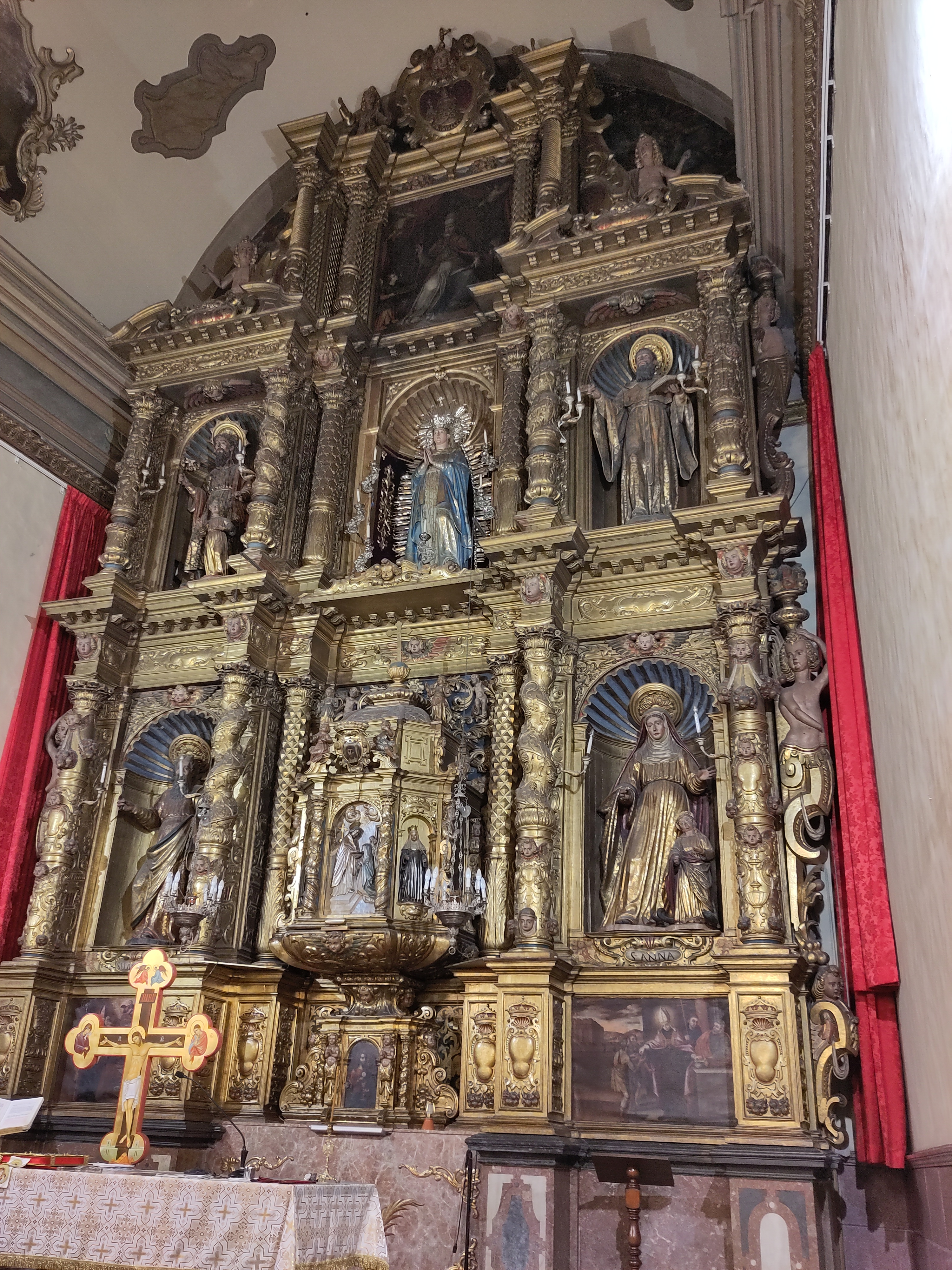
El retaule major
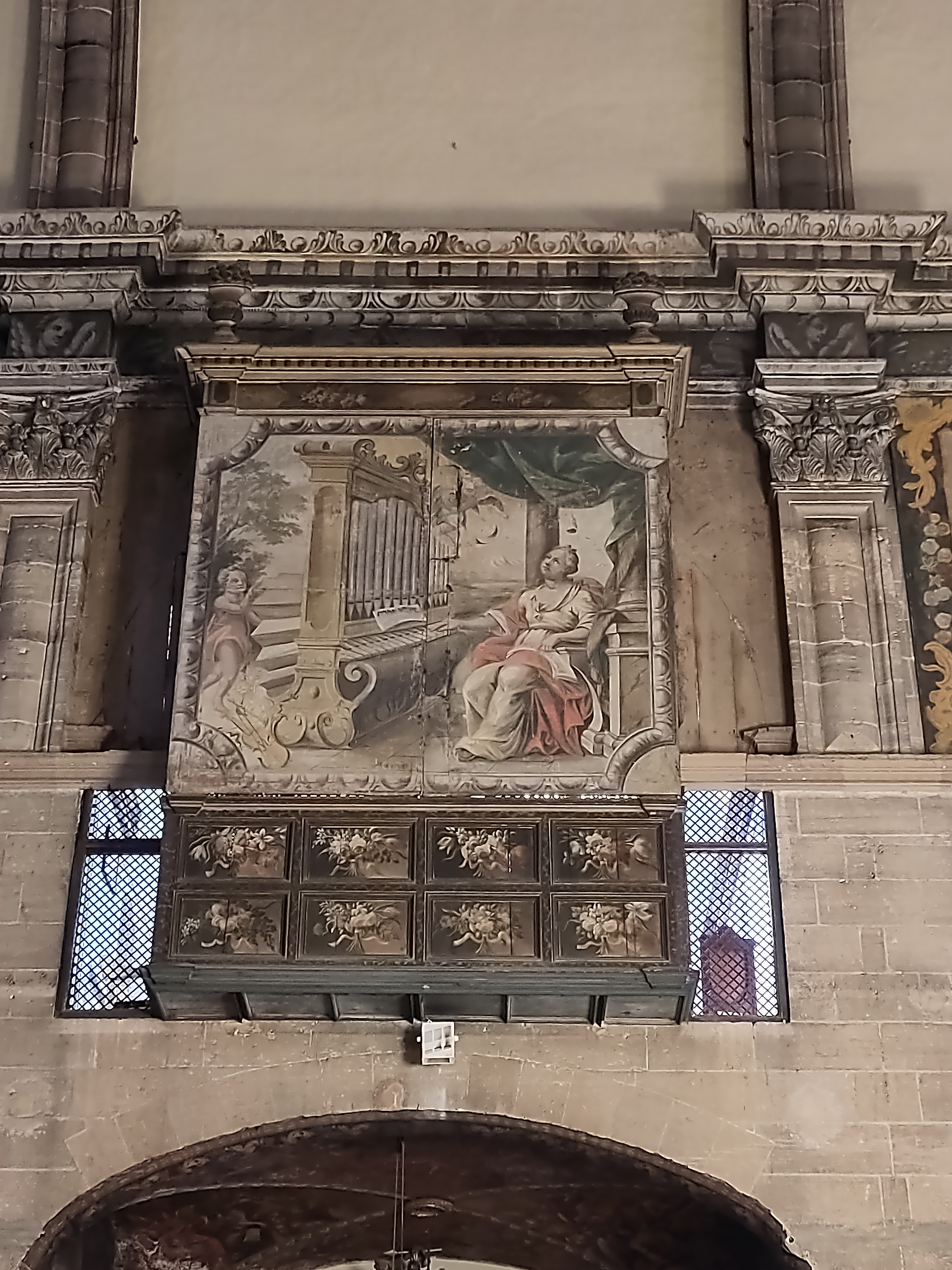
L'orgue, amb una representació de Santa Cecília
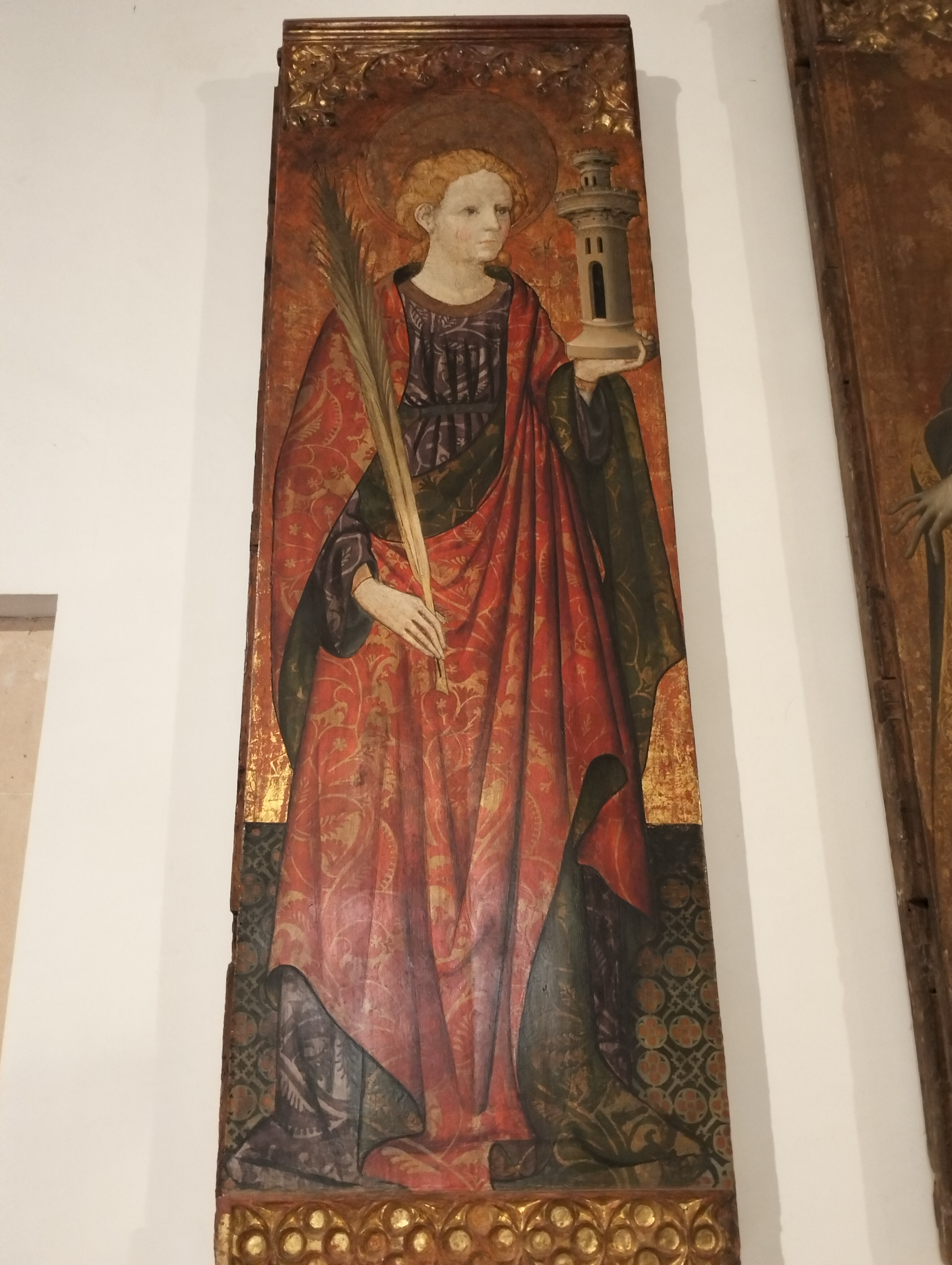
Santa Bàrbara, obra del valencià Miquel d'Alcanyís, segle XV. Sala capitular
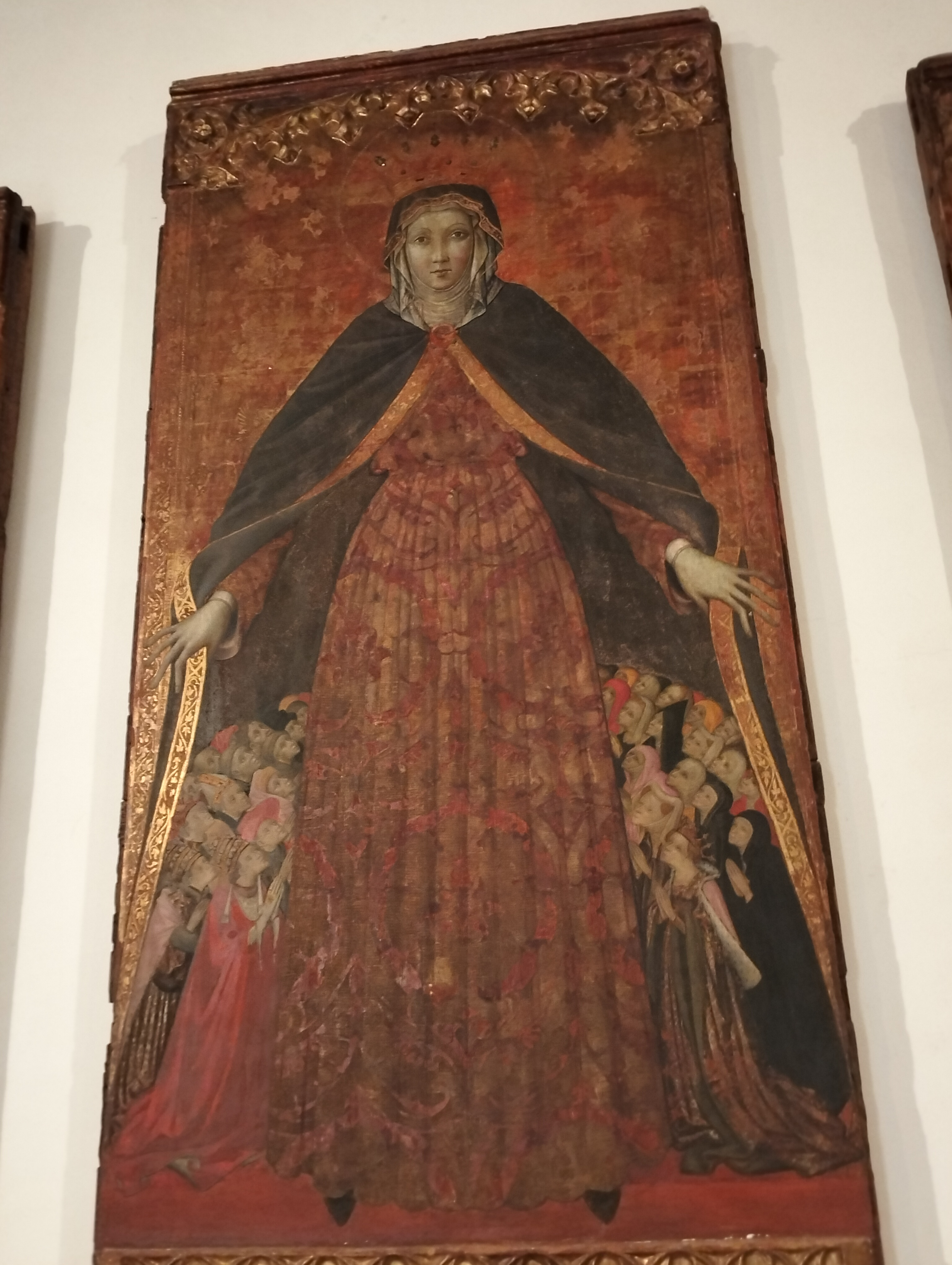
Ntra. Sra. del Mantell, obra del valencià Miquel d'Alcanyís, segle XV. Sala capitular
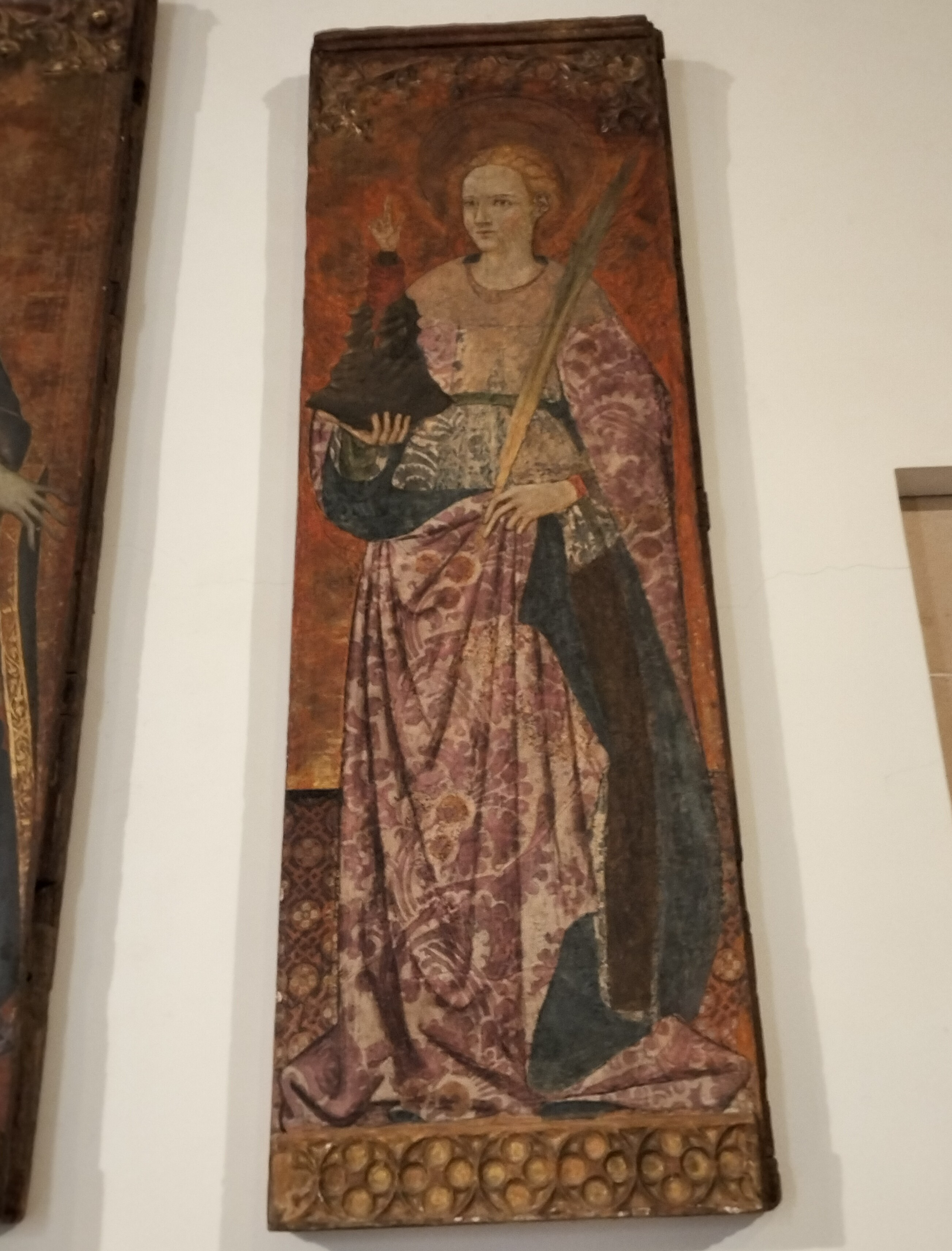
Santa Tecla, obra del valencià Miquel d'Alcanyís, segle XV. Sala capitular